# Paraíba do Sul (rivier)
De Paraíba do Sul (= Zuidelijke Paraíba) (Portugees: Rio Paraíba do Sul), ook wel Paraíba (Portugese IPA: [paɾaˈiba]) genoemd, is een rivier in het zuidoosten van Brazilië.
De rivier ontspringt in het Bocainagebergte, doorstroomt vervolgens de regio Vale do Paraíba en mondt bij Campos uit in de Atlantische Oceaan. Voorts stroomt de rivier door een groot deel van de staat Rio de Janeiro en vormt deels de grens met de staat Minas Gerais. Het stroomgebied beslaat een oppervlakte van 56.500 km2 en de rivier heeft een totale lengte van circa 1.120 km.
Tot de voornaamste zijrivieren van de Paraíba behoren de Jaguari, de Buquira, de Paraibuna, de Piabanha, de Pomba en de Muriaé.

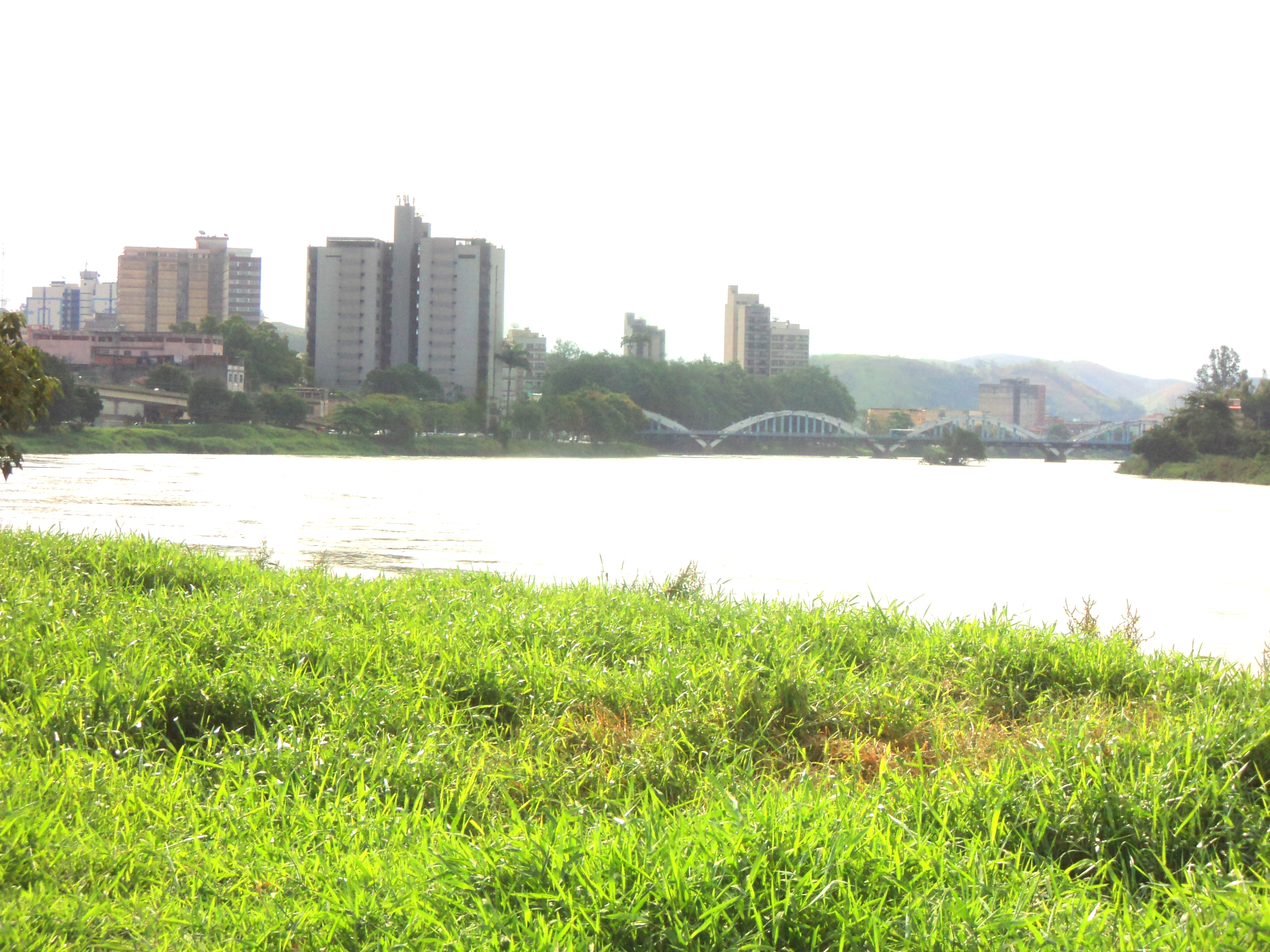
De Paraíba do Sul in Barra Mansa